# شيغيو كوباياشي
شيغيو كوباياشي (بالكانا:こばやし しげお) هو ممثل ياباني، ولد في 21 أبريل 1970 بطوكيو في اليابان.

## أعمال

### أفلام
- (2011) زهور الحرب

## وصلات خارجية
- شيغيو كوباياشي على موقع IMDb (الإنجليزية)
- شيغيو كوباياشي على موقع قاعدة بيانات الفيلم (الإنجليزية)